# Prasiolit
Prasiolitul, denumit şi cuarț verde este o formă de cuarț.